# Walter Brech
Walter Brech (* 31. Januar 1927) ist ein ehemaliger deutscher Fußballspieler, der es von 1952 bis 1960 in den Oberligen Süd und Südwest auf 193 Einsätze mit 20 Toren gebracht hat.

## Laufbahn

### Amateur, bis 1952
Mit dem TuS Konz 09 gewann Walter Brech in den Jahren 1950 und 1951 jeweils den Titel in der Amateurliga Rheinland und qualifizierte sich damit für die 2. Liga Südwest der Runde 1951/52. Mit den Grün-Weißen stieg der vielseitig einsetzbare Brech aber als Tabellenschlusslicht im Sommer 1952 ab. Bei Bundestrainer Sepp Herberger hatte es der Mann aus Konz aber trotz des enttäuschenden Rundenverlaufs mit seinem Verein in den Kader für die neu zu bildende Amateurnationalmannschaft geschafft. Am 8. Juni 1952 kam Walter Brech als linker Verteidiger beim Länderspiel der DFB-Amateure in München gegen Österreich an der Seite von Spielführer Hans Eberle zum Einsatz. Die deutsche Mannschaft gewann das Spiel nach Toren von Kurt Sommerlatt und Georg Stollenwerk mit 2:0 Toren. Brech gehörte im Juli/August dem DFB-Aufgebot für die Sommerspiele 1952 in Helsinki an, kam aber beim Turnier nicht zum Einsatz. Zur Runde 1952/53 wurde er Vertragsspieler und wechselte überraschend zum VfR Mannheim in die Oberliga Süd und nicht zu Eintracht Trier in die Oberliga Südwest.

### VfR Mannheim, 1952/53
Der Neuzugang von der Mosel debütierte beim Tabellenfünften der Runde 1951/52 sofort am ersten Spieltag der Runde 1952/53 in der Oberliga Süd. Beim 3:0-Heimsieg am 24. August 1952 der Mannheimer Rasensportler gegen den FC Bayern München gab Brech seinen Einstand in der Verteidigung des VfR Mannheim. Was so erfreulich begonnen hatte, entwickelte sich im Laufe der Runde aber zu einem verbissenen Kampf des VfR um den Klassenerhalt. Der neue Trainer Radoslav Momirski wurde zum 1. Februar 1953 von Ludwig Tretter abgelöst und die Mannschaft vom Stadion an den Brauereien konnte am Rundenende mit dem 13. Platz gerade noch den Klassenerhalt bewerkstelligen. Dies trotz des anerkannt guten Stürmeraufgebotes mit Baßler, Langlotz, de la Vigne, Löttke und Stiefvater. Nach einer Runde in Mannheim unterschrieb Brech nach 25 Einsätzen mit einem Tor für Mannheim zur Runde 1953/54 bei Eintracht Trier und zog somit wieder in seine unmittelbare Heimat.

### Eintracht Trier, 1953 bis 1960
Während der ersten vier Jahre von Brech in Trier holte sich die Mannschaft von Fritz Walter, der 1. FC Kaiserslautern, in Serie in den Jahren 1954 bis 1957 die Meisterschaft im Südwesten. Brech und seine Mannschaftskameraden – Torhüter Walter Budscheidt und Spielmacher Klaus Müller – dagegen mussten sich mit zweistelligen Plätzen zufriedengeben. Die beste Platzierung erlebte der Routinier mit 32 Jahren in der Saison 1958/59 mit dem Erreichen des 8. Ranges. Im Sturm war jetzt mit Elmar May und Paul Pidancet frischer Schwung aufgekommen. Nach sieben Runden Oberliga Südwest beendete Walter Brech 1960 seine Laufbahn mit 168 Einsätzen und 19 Toren für Eintracht Trier.